# Mudschtaba Husseini Schirazi
Ajatollah Mudschtaba Husseini Schirazi (arabisch مجتبى الحسيني الشيرازي, DMG Muǧtabā al-Ḥusainī aš-Šīrāzī; persisch سید مجتبی حسینی شیرازی‎; * 1943 in Kerbela) ist ein prominenter schiitischer Geistlicher (Ajatollah) aus dem Irak. Er ist der Bruder von Großajatollah Mohammad Schirazi und Großayatollah Sadik Schirazi. Er studierte in Kerbela, Nadschaf, Qom und Maschhad. Nach der Islamischen Revolution im Iran emigrierte er nach England.
Er war ein Schüler für Ruhollah Chomeini. Aber er wurde gegen ihn und gegen das neue iranische Regime tätig.

## Lehrer
1. Großajatollah Mohammad Husseini Schirazi (sein älterer Bruder)
2. Großajatollah Abu l-Qasim al-Choei
3. Großajatollah Ruhollah Chomeini
4. Großajatollah Muhammad Riza Isfahani

## Bücher von Mudschtaba Schirazi
1. Dies ist der Gesandte Allahs (arabisch هذا رسول الله / hāḏā rasūl Allāh)
2. Philosophie der Vielzahl der Frauen des Propheten (فلسفة تعدد رسول الله / falsafat taʿaddud rasūl Allāh)
3. Imam Ali in Kürze (الإمام أمير المؤمنين في سطور / al-imām amīr al-muʾminīn fī suṭūr)